# Marsilea trichocarpa
Marsilea trichocarpa là một loài dương xỉ trong họ Marsileaceae. Loài này được Bremek. mô tả khoa học đầu tiên năm 1933.
Danh pháp khoa học của loài này chưa được làm sáng tỏ. 